# Isabela z Thurn-Valsassiny
Isabela Marie hraběnka z Thurnu a Valsassiny-Como-Vercelli (německy Isabella Maria Gräfin von Thurn und Valsassina-Como-Vercelli; 12. prosince 1962 Klagenfurt am Wörthersee – 29. listopadu 1988 Gmunden) byla rakouská šlechtična z rodu Thurn-Valsassina, provdaná princezna hannoverská. Působila jako modelka a společenská osobnost.

## Život
Narodila se 12. prosince 1962 jako dcera hraběte Aripranda Raimunda z Thurnu a Valsassina-Como-Vercelli (1925–1996) z větve knížecího rodu Thurn und Taxis a jeho manželky princezny Marie Perpetuy Eufemie z Auerspergu (* 1929). 
Dětství strávila na rodinných zámcích Bleiburg a Hagenegg. Před sňatkem pracovala jako modelka. 

### Manželství a rodina
Dne 4. října 1987 se na rodovém zámku v Bleiburgu provdala za prince Ludvíka Rudolfa z Hannoveru a stala se tak princeznou z Hannoveru. 
Isabela a Ludvík byli vzdáleně příbuzní (bratranci 7. stupně): sdíleli původ od württemberského vojevůdce, vévody Karla Alexandra a jeho manželky, princezny Marie Augusty z Thurnu a Taxisu.
Manželé měli jediného syna, prince Otto Jindřicha (Otto Heinrich Ariprand Georg Johannes Ernst August Vinzenz Egmont Franz Hannoverský), narozeného 13. února 1988 v Gmundenu.

### Smrt
Dne 29. listopadu 1988 byla princezna nalezena mrtvá ve své ložnici ve svém domě v Gmundenu po podezření na předávkování drogami. Dle úřední zprávy byla její smrt způsobena pravděpodobně předávkováním kokainem. Po oznámení jejího úmrtí se později téhož dne její manžel zastřelil. Byli společně pohřbeni v rakouském Grünau im Almtal.
Jejich osiřelého syna, prince Ottu, vychovávali matčini rodiče. 